# アルナルド・フォルラーニ
アルナルド・フォルラーニ（イタリア語: Arnaldo Forlani、1925年12月8日 - 2023年7月6日）は、イタリアの政治家。元首相。

## 生涯
1958年にイタリア下院議員として初当選し、以後1994年まで務める。1980年から81年にかけて首相を務めたほか、国防相、外相、無任所相などを歴任した。キリスト教民主党(DC)所属。ほかに1969年から73年までDCの党首（幹事長とも書記長とも訳される）となっている。党内では右派に属した。
首相としてはDC党内の汚職スキャンダル、イタリア南部を襲った地震被害、極左テロリズムへの対処などに追われた。また反共産主義的で違法な武器密輸活動などをし、後にフリーメイソンから破門される秘密結社ロッジP2に所属していた者のリストを公開したが、これは遅きに失したとイタリア共産党などの野党から非難され、結局は首相辞任に追い込まれた。後任の首相となったジョヴァンニ・スパドリーニはイタリア共和党からの選出となったため、戦後のアルチーデ・デ・ガスペリ以来、36年間続いてきたDC出身の首相は、フォルラーニでいったん途切れることとなった。
その後、1980年代にはイタリア社会党のベッティーノ・クラクシ首相の下で副首相（無任所相として）を務め、1989年から1992年までは再度DCの党首となった。この間、1992年にフランチェスコ・コッシガが大統領を辞任すると後任の大統領に推されたが、連立与党内から造反者が出て当選することができなかった（代わりにオスカル・ルイージ・スカルファロ下院議長が与党から当選）。その後、タンジェントポリの嵐がイタリア政界に吹き荒れると、彼もまた不正蓄財で非難されて政界から引退した。現在はピエル・フェルディナンド・カジーニが彼の政治的な後継者とみなされている。
2023年7月6日にローマにて97歳で死去。